# Дами (деревня, Лангау)
Дами́ (вьет. Đa Mi) — деревня (вьет. thôn) в общине Лангау уезда Таньлинь, провинция Биньтхуан, Вьетнам.
Деревня основана 1 февраля 1999 года. В 2006 году здесь проживало 325 человек, объединённых в 87 домохозяйств, из которых 80 % — бедные.
На 2007 год только одно домохозяйство было зарегистрировано официально, что создало жителям значительные трудности, например, при определении детей в школы и использовании земли. Жители, не имея подтверждения права собственности, опасаются вкладывать средства в капитальное строительство.
В деревне находится буддийская пагода Быушон, являющаяся буддийским центром всей общины Лангау.